# Parafia Miłosierdzia Bożego w Wąsowie
Parafia Miłosierdzia Bożego w Wąsowie – parafia rzymskokatolicka, znajdująca się w archidiecezji poznańskiej, w dekanacie lwóweckim.